# Gagel
Gagel este o comună din landul Saxonia-Anhalt, Germania.